# Серпантин (лента)

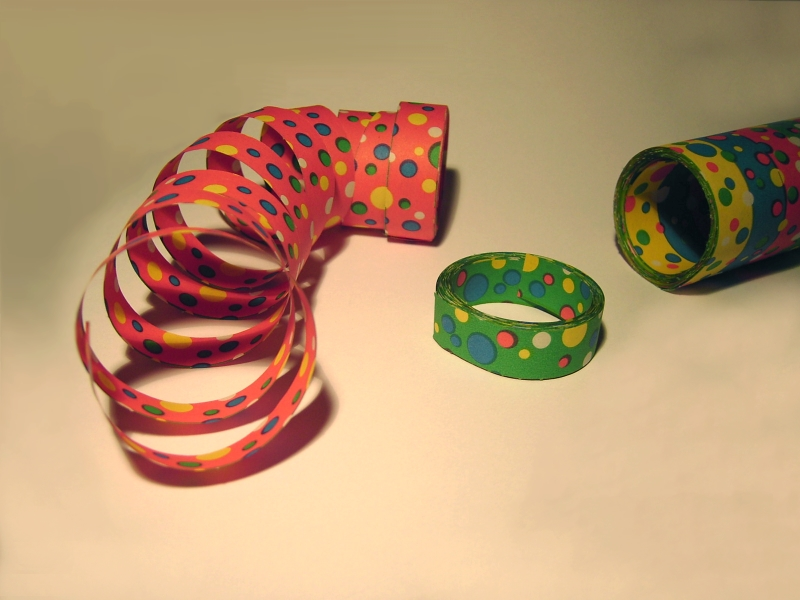
Серпантин

Серпанти́н (от фр. «serpent» — змея) — цветные свёрнутые в рулон длинные декоративные ленты.

## Изготовление

### Материал
Изготавливается не только из бумаги, но и из фольги, такой серпантин называется металлизированный.
Часто бумажный серпантин является двухсторонним, а металлизированный встречается и односторонний, и двухсторонний (односторонний встречается чаще).

### Процесс изготовления
Есть профессия «намотчик серпантина».

## Использование
Наряду с конфетти серпантин используется в хлопушках, а также на праздниках (часто на новогодних и рождественских), вечеринках, шоу, телешоу и т. п. В смеси с конфетти им обсыпают людей.
Некоторые люди вешают серпантин на новогодние ёлки.

## Жидкий серпантин
В продаже встречается и аэрозольный «жидкий серпантин».